# Bolloré
Bolloré é um conglomerado francês com sede em Puteaux que atua nos setores de energia, infraestrutura e logística. É um a das 200 maiores empresas da Europa e, embora tenha ações negociadas na Euronext, é controlada pela família Bolloré.
Seu principal executivo é Vincent Bolloré.